# Hersilia australiensis
Hersilia australiensis là một loài nhện trong họ Hersiliidae.
Loài này thuộc chi Hersilia. Hersilia australiensis được miêu tả năm 1987 bởi Martin Baehr & Barbara Baehr.